# Liste des dames et princesses de Joinville
 (février 2023).
Si vous disposez d'ouvrages ou d'articles de référence ou si vous connaissez des sites web de qualité traitant du thème abordé ici, merci de compléter l'article en donnant les références utiles à sa vérifiabilité et en les liant à la section « Notes et références ».
Cet article fait la liste des dames et princesses de Joinville, de plein droit ou par mariage.
La seigneurie de Joinville est érigée en principauté en 1551 par le roi de France Henri II pour la famille Guise. Joinville se situe en Champagne, dans l'actuelle Haute-Marne.

## Maison de Joinville (1025-1417)
| Portrait | Nom (dates)                               | Époux | Titres | Éléments biographiques |
| -------- | ----------------------------------------- | --- | --- | --- |
|          | Marie de Brienne                          | - Étienne de Vaux | - Dame de Joinville | - Dame de la Maison de Brienne. Fille d'Engelbert III de Brienne et d'Alix de Sens. - Mère de Geoffroy Ier de Joinville.                                                                                  |
|          | Blanche de Reynel                         | - Geoffroy Ier de Joinville | - Dame de Joinville | - Dame de la Maison de Reynel. Fille d'Arnould II de Reynel et de Gertrude de Fouvent. - Mère d'Hilduin de Joinville, de Geoffroy II de Joinville et d'Étienne de Joinville.                              |
|          | Hodierne de Courtenay                     | - Geoffroy II de Joinville | - Dame de Joinville | - Dame de la Maison de Courtenay. Fille de Jocelin de Courtenay. - Mère de Roger de Joinville. |
|          | Adélaïde de Vignory                       | - Roger de Joinville | - Dame de Joinville | - Dame de la Maison de Vignory. Fille de Guy III de Vignory et de Béatrix de Bourgogne. - Mère de Geoffroy III de Joinville et de Guy III de Joinville.                                                   |
|          | Félicité de Brienne                       | - Simon Ier de Broyes - Geoffroy III de Joinville (mariage en 1142)                                                                            | - Dame de Broyes - Dame de Joinville (1142-?) | - Dame de la Maison de Brienne. Fille d'Érard Ier de Brienne et d'Alix de Roucy-Ramerupt. - Mère de Hugues III de Broyes et de Geoffroy IV de Joinville.                                                  |
|          | Helvide de Dampierre (? - avant mai 1196) | - Geoffroy IV de Joinville | - Dame de Joinville | - Dame de la Maison de Dampierre. Fille de Guy Ier de Dampierre et d'Helvide de Baudement. - Mère de Geoffroy V de Joinville, de Robert de Joinville, de Guillaume de Joinville et de Simon de Joinville. |
|          | Ermengarde de Montclair (? - après 1218)  | - Simon de Joinville (mariage en 1207) | - Dame de Joinville | - Dame de la Maison de Walcourt. Fille de Jean de Montclair. |
|          | Béatrice d'Auxonne (1195-1261)            | - Aymon II de Faucigny (mariage en 1210) - Simon de Joinville                                                                                  | - Dame de Faucigny (1210 - ?) - Dame de Joinville (? - 1233)                                                                                                 | - Princesse de la Maison d'Ivrée. Fille d'Étienne II d'Auxonne et de Béatrice de Chalon. - Mère d'Agnès de Faucigny, de Jean de Joinville, de Geoffroy de Joinville et d'Héloïse de Joinville.            |
|          | Alix de Grandpré (?-1261)                 | - Jean de Joinville (mariage en 1240) | - Dame de Joinville (1240 - 1261) | - Dame de la Maison de Grandpré. Fille d'Henri IV de Grandpré et de Marie de Garlande. |
|          | Alix de Reynel (1235-1288)                | - Jean de Joinville | - Dame de Joinville (?-1288) | - Dame de la Maison de Reynel. Fille de Gautier de Reynel et d'Hélissent de Traînel. - Mère d'Anseau de Joinville.                                                                                        |
|          | Laure de Sarrebruck                       | - Anseau de Joinville (mariage en 1302) | - Dame de Joinville (1317-?) | - Dame de la Maison de Broyes. Fille de Simon IV de Sarrebruck-Commercy et de Mathilde de Sexefontaine.                                                                                                   |
|          | Marguerite de Vaudémont (1305-1333)       | - Anseau de Joinville (mariage en 1323) | - Dame de Joinville (1323-1333) | - Princesse de la Maison de Lorraine. Fille d'Henri III de Vaudémont et d'Isabelle de Lorraine. - Mère d'Henri V de Vaudémont.                                                                            |
|          | Marie de Luxembourg-Ligny (1337-1376/82)  | - Henri V de Vaudémont (mariage en 1347) | - Dame de Joinville (1347-1365) - Comtesse de Vaudémont (1348-1365)                                                                                          | - Princesse de la Maison de Luxembourg. Fille de Jean Ier de Luxembourg-Ligny et d'Alix de Dampierre. - Mère de Marguerite de Joinville.                                                                  |
|          | Marguerite de Joinville (1354-1418)       | - Jean II de Bourgogne, seigneur de Montaigu (mariage en 1367) - Pierre de Genève (mariage en 1374) - Ferry Ier de Vaudémont (mariage en 1392) | - Comtesse de Vaudémont et dame de Joinville (de plein droit, 1365-1418) - Dame de Montaigu (1367 - 6 décembre 1373) - Comtesse de Genève (1374 - mars 1392) | - Princesse de la Maison de Joinville. Fille d'Henri V de Vaudémont et de Marie de Luxembourg-Ligny. - Mère d'Élisabeth de Lorraine-Vaudémont et d'Antoine de Vaudémont.                                  |

## Maison de Lorraine (1418-1688)
| Portrait | Nom (dates)                                             | Époux                                                 | Titres | Éléments biographiques | Armoiries |
| -------- | ------------------------------------------------------- | ----------------------------------------------------- | --- | --- | --------- |
|          | Marie d'Harcourt (9 septembre 1398 - 19 avril 1476)     | - Antoine de Vaudémont (mariage le 12 août 1416)      | - Comtesse de Vaudémont et dame de Joinville (1418 - 22 mars 1458) - Comtesse d'Aumale et baronne d'Elbeuf (de plein droit, 18 décembre 1452 - 22 mars 1458) | - Princesse de la Maison d'Harcourt. Fille de Jean VII d'Harcourt et de Marie d'Alençon. - Mère de Ferry II de Vaudémont, de Jean VIII d'Harcourt-Lorraine et d'Henri de Lorraine-Vaudémont.                             |           |
|          | Yolande d'Anjou (2 novembre 1428 - 23 mars 1483)        | - Ferry II de Vaudémont (mariage en 1445)             | - Baronne de Lambesc (1453 - 31 août 1470) - Comtesse de Vaudémont et dame de Joinville (22 mars 1458 - 31 août 1470) - Duchesse de Lorraine (de plein droit, 1473) - Duchesse de Bar (de plein droit, 1480)                                                                        | - Princesse de la Maison de Valois. Fille de René d'Anjou et d'Isabelle Ire de Lorraine. - Mère de René II de Lorraine, de Nicolas de Joinville et de Marguerite de Lorraine-Vaudémont.                                  |           |
|          | Jeanne d'Harcourt (? - 8 novembre 1488)                 | - René II de Lorraine (mariage le 9 septembre 1471)   | - Comtesse de Vaudémont (9 septembre 1471 - 1485) - Duchesse de Lorraine (11 août 1473-1485) - Comtesse d'Aumale et baronne d'Elbeuf (1473-1485) - Dame de Joinville (1476-1485) - Duchesse de Bar (1480-1485) - Baronne de Mayenne (1481-1485) - Marquise de Pont-à-Mousson (1485) | - Princesse de la Maison d'Harcourt. Fille de Guillaume d'Harcourt et de Yolande de Laval. |           |
|          | Philippa de Gueldre (9 novembre 1467 - 26 février 1547) | - René II de Lorraine (mariage le 1er septembre 1485) | - Duchesse de Lorraine et de Bar, comtesse de Vaudémont et d'Aumale, marquise de Pont-à-Mousson, baronne d'Elbeuf et de Mayenne, dame de Joinville (1er septembre 1485 - 10 décembre 1508)                                                                                          | - Princesse de la Maison d'Egmond. Fille d'Adolphe de Gueldre et de Catherine de Bourbon. - Mère d'Antoine de Lorraine, de Claude de Lorraine, de Jean III de Lorraine, de Louis de Lorraine et de François de Lorraine. |           |

### Maison de Guise (1551-1688)
| Portrait | Nom (dates)                                                       | Époux                                                                                              | Titres | Éléments biographiques | Armoiries |
| -------- | ----------------------------------------------------------------- | -------------------------------------------------------------------------------------------------- | --- | --- | --------- |
|          | Antoinette de Bourbon (25 décembre 1493 - 22 janvier 1583)        | - Claude de Lorraine (mariage le 9 juin 1513)                                                      | - Baronne d'Elbeuf et dame de Joinville (9 juin 1513 - 12 avril 1550) - Baronne (9 juin 1513 - 1544) puis marquise (1544 - 12 avril 1550) de Mayenne - Comtesse (9 juin 1513 - 1547) puis duchesse (1547 - 12 avril 1550) d'Aumale - Comtesse (1520-1528) puis duchesse de Guise (1528 - 12 avril 1550) - Baronne de Lambesc (1525 - 12 avril 1550)                                                                                                   | - Princesse de la Maison de Bourbon-Vendôme. Fille de François de Bourbon-Vendôme et de Marie de Luxembourg. - Mère de Marie de Guise, de François de Guise, de Charles de Lorraine, de Claude II d'Aumale, de Louis de Lorraine et de René II d'Elbeuf.      |           |
|          | Anne d'Este (16 novembre 1531 - 17 mai 1607)                      | - François de Guise (mariage le 29 avril 1548) - Jacques de Savoie-Nemours (mariage le 5 mai 1566) | - Duchesse de Guise, marquise de Mayenne et baronne de Lambesc (12 avril 1550 - 24 février 1563) - Dame (12 avril 1550 - 1551) puis princesse de Joinville (1551 - 24 février 1563) - Duchesse de Nemours et de Genevois (5 mai 1566 - 18 juin 1585) | - Princesse de la Maison d'Este. Fille d'Hercule II d'Este et de Renée de France. - Mère d'Henri Ier de Guise, de Catherine de Lorraine, de Charles de Mayenne, de Louis de Lorraine, de Charles-Emmanuel de Savoie-Nemours et d'Henri Ier de Savoie-Nemours. |           |
|          | Catherine de Clèves (1548 - 11 mai 1633)                          | - Antoine de Croy (mariage le 4 octobre 1560) - Henri Ier de Guise (mariage le 4 octobre 1570)     | - Princesse de Porcien (4 octobre 1560 - 1567) - Comtesse d'Eu et princesse de Château-Renault (de plein droit, 1560 - 11 mai 1633) - Duchesse de Guise, princesse de Joinville et baronne de Lambesc (4 octobre 1570 - 23 décembre 1588) | - Princesse de la Maison de La Marck. Fille de François Ier de Nevers et de Marguerite de Bourbon-Vendôme. - Mère de Charles Ier de Guise, de Louis de Lorraine, de Claude de Lorraine et de Louise-Marguerite de Lorraine.                                   |           |
|          | Henriette-Catherine de Joyeuse (8 janvier 1585 - 25 février 1656) | - Henri de Montpensier (mariage le 15 mai 1597) - Charles Ier de Guise (mariage le 6 janvier 1611) | - Duchesse de Montpensier, de Saint-Fargeau et de Châtellerault, dauphine d'Auvergne, princesse de Dombes et de La Roche-sur-Yon, marquise de Mézières, comtesse de Mortain et de Bar-sur-Seine, dame de Beaujeu et de Mareuil (15 mai 1597 - 27 février 1608) - Duchesse de Joyeuse (de plein droit, 28 septembre 1608 - 1647) - Duchesse de Guise, princesse de Joinville, comtesse d'Eu et baronne de Lambesc (6 janvier 1611 - 30 septembre 1640) | - Princesse de la Maison de Joyeuse. Fille d'Henri de Joyeuse et de Catherine Nogaret de la Valette. - Mère de Marie de Bourbon-Montpensier, d'Henri II de Guise, de Marie de Guise, de Louis de Guise-Joyeuse et de Roger de Lorraine.                       |           |
|          | Marie-Françoise d'Angoulême (1631-1696)                           | - Louis de Guise-Joyeuse (mariage en 1649)                                                         | - Duchesse de Joyeuse (1649-1654) - Duchesse d'Angoulême, comtesse de Lauragais et de Ponthieu (de plein droit, 1653-1696) - Princesse de Joinville (1654) | - Princesse de la Maison de Valois-Angoulême. Fille de Louis-Emmanuel d'Angoulême et de Marie-Henriette de La Guiche. - Mère de Louis-Joseph de Guise. |           |
|          | Élisabeth-Marguerite d'Orléans (26 décembre 1646 - 17 mars 1696)  | - Louis-Joseph de Guise (mariage le 15 juin 1667)                                                  | - Duchesse de Guise et de Joyeuse, princesse de Joinville et baronne de Lambesc (15 juin 1667 - 30 juillet 1671) | - Princesse de la Troisième maison d'Orléans. Fille de Gaston de France et de Marguerite de Lorraine. - Mère de François-Joseph de Guise. |           |
|          | Marie de Guise (15 août 1615 - 3 mars 1688)                       | | - Duchesse de Guise et de Joyeuse, princesse de Joinville et baronne de Lambesc (de plein droit, 16 mars 1675 - 3 mars 1688) | - Princesse de la Maison de Guise. Fille de Charles Ier de Guise et d'Henriette-Catherine de Joyeuse. |           |

## Troisième maison d'Orléans (1688-1693)
| Portrait | Nom (dates)                                              | Titres | Éléments biographiques                                                                                      | Armoiries |
| -------- | -------------------------------------------------------- | --- | --- | --------- |
|          | Anne-Marie-Louise d'Orléans (29 mai 1627 - 5 avril 1693) | - Duchesse de Montpensier et de Châtellerault, princesse de La Roche-sur-Yon, dauphine d'Auvergne, comtesse de Mortain et de Bar-sur-Seine, baronne de Beaujolais (de plein droit, 4 juin 1627 - 5 avril 1693) - Marquise de Mézières (de plein droit, 4 juin 1627 - 1661) - princesse de Dombes (de plein droit, 4 juin 1627 - 1681) - Comtesse d'Eu (de plein droit, 1657 - 5 avril 1693) - Princesse de Joinville (de plein droit, 3 mars 1688 - 5 avril 1693) | - Princesse de la Troisième maison d'Orléans. Fille de Gaston de France et de Marie de Bourbon-Montpensier. |           |

## Quatrième maison d'Orléans (1693-1848)
| Portrait | Nom (dates)                                                       | Conjoint                                                 | Titres | Père | Armoiries |
| -------- | ----------------------------------------------------------------- | -------------------------------------------------------- | --- | --- | --------- |
|          | Élisabeth-Charlotte du Bavière (27 mai 1652 - 9 décembre 1722)    | - Philippe d'Orléans (mariage le 16 novembre 1671)       | - Duchesse d'Orléans et de Valois (16 novembre 1671 - 9 juin 1701) - Duchesse de Chartres (16 novembre 1671 - 2 août 1674) - Duchesse de Nemours (1672 - 9 juin 1701) - Duchesse de Montpensier et princesse de Joinville (5 avril 1693 - 9 juin 1701) | - Princesse de la Maison de Wittelsbach. Fille de Charles Ier Louis du Palatinat et de Charlotte de Hesse-Cassel. - Mère d'Alexandre-Louis d’Orléans, de Philippe d'Orléans et d'Élisabeth-Charlotte d’Orléans. |           |
|          | Françoise-Marie de Bourbon (25 mai 1677 - 1er février 1749)       | - Philippe d'Orléans (mariage le 18 février 1692)        | - Duchesse de Chartres (18 février 1692 - 9 juin 1701) - Duchesse d'Orléans, de Valois, de Nemours et de Montpensier, princesse de Joinville (9 juin 1701 - 2 décembre 1723)                                                                           | - Princesse de la Maison de Bourbon. Fille légitimée de Louis XIV de France et de Madame de Montespan. - Mère de Marie-Louise-Élisabeth d'Orléans, d'Adélaïde d’Orléans, de Charlotte Aglaé d’Orléans, de Louis d'Orléans, de Louise-Élisabeth d’Orléans, de Philippine-Élisabeth d’Orléans et de Louise d’Orléans.                        |           |
|          | Auguste de Bade-Bade (10 novembre 1704 - 8 juillet 1726)          | - Louis d'Orléans (mariage le 13 juillet 1724)           | - Duchesse d'Orléans, de Valois, de Nemours et de Montpensier, princesse de Joinville (13 juillet 1724 - 8 juillet 1726) | - Princesse de la Maison de Zähringen. Fille de Louis-Guillaume de Bade-Bade et de Françoise-Sibylle de Saxe-Lauenbourg. - Mère de Louis-Philippe d'Orléans. |           |
|          | Louise-Henriette de Bourbon-Conti (20 juin 1726 - 9 février 1759) | - Louis-Philippe d'Orléans (mariage le 17 décembre 1743) | - Duchesse de Chartres (17 décembre 1743 - 4 février 1752) - Duchesse d'Orléans, de Valois, de Nemours et de Montpensier, princesse de Joinville (4 février 1752 - 9 février 1759)                                                                     | - Princesse de la Maison de Bourbon-Conti. Fille de Louis-Armand de Bourbon-Conti et de Louise-Élisabeth de Bourbon-Condé. - Mère de Louis-Philippe d'Orléans et de Bathilde d'Orléans. |           |
|          | Marie-Adélaïde de Bourbon (13 mars 1753 - 23 juin 1821)           | - Louis-Philippe d'Orléans (mariage le 8 mai 1768)       | - Duchesse de Chartres (8 mai 1769 - 18 novembre 1785) - Duchesse d'Orléans, de Nemours et de Montpensier, princesse de Joinville (18 novembre 1785 - 1790)                                                                                            | - Princesse de la Maison de Bourbon. Fille de Louis-Jean-Marie de Bourbon et de Marie-Thérèse-Félicité d'Este. - Mère de Louis-Philippe Ier, d'Antoine d'Orléans, d'Adélaïde d'Orléans et de Louis-Charles d'Orléans. |           |
|          | Marie-Amélie de Bourbon-Siciles (26 avril 1782 - 24 mars 1866)    | - Louis-Philippe Ier (mariage le 25 novembre 1809)       | - Duchesse d'Orléans, de Valois, de Nemours et de Montpensier, princesse de Joinville (1814 - 9 août 1830) - Reine des Français (9 août 1830 - 24 février 1848)                                                                                        | - Princesse de la Maison de Bourbon-Siciles. Fille de Ferdinand Ier des Deux-Siciles et de Marie-Caroline d'Autriche. - Mère de Ferdinand-Philippe d'Orléans, de Louise d'Orléans, de Marie d'Orléans, de Louis d'Orléans, de Clémentine d'Orléans, de François d'Orléans, de Charles d'Orléans, d'Henri d'Orléans et d'Antoine d'Orléans. |           |
|          | Françoise du Brésil (2 août 1824 - 27 mars 1898)                  | - François d'Orléans (mariage le 1er mai 1843)           | - Princesse de Joinville (1er mai 1843 - 27 mars 1898) | - Princesse de la Deuxième maison de Bragance. Fille de Pierre Ier du Brésil et de Marie-Léopoldine d'Autriche. - Mère de Françoise d'Orléans et de Pierre d'Orléans. |           |